# Amphiglossus splendidus
Espèce
Synonymes
- Gongylus splendidus Grandidier, 1872

Statut de conservation UICN

 VU B1ab(iii) : Vulnérable
Amphiglossus splendidus est une espèce de sauriens de la famille des Scincidae.

## Répartition
Cette espèce est endémique de Madagascar.

## Publication originale
- Grandidier, 1872 : Descriptions de quelques Reptiles nouveaux découverts à Madagascar en 1870. Annales des sciences naturelles-zoologie et biologie animale, sér. 5, vol. 15, p. 6-11 (texte intégral).